# Heilig Hartkerk (Osnabrück)
De Heilig Hartkerk (Duits: Herz-Jesu-Kirche) is een rooms-katholiek kerkgebouw in de Nedersaksische stad Osnabrück. Het betreft een filiaalkerk van de Sint-Petrusdom. De Heilig Hartkerk herbergt een kunsthistorisch waardevolle kruisigingsgroep uit de 16e eeuw van de beeldhouwer Evert van Roden uit Münster.

## De bouw
De Heilig Hartkerk was de eerste rooms-katholieke kerk die na de reformatie in Osnabrück werd gebouwd. De architect Alex Behnes leverde het neogotische ontwerp voor de drieschepige kerk. Het zandstenen gebouw, dat om de Petrusdom te ontlasten werd opgericht en oorspronkelijk als school- en garnizoenskerk zou dienen, kwam in december 1899 gereed. De beide torens moesten toen nog worden gebouwd. Op 13 mei 1902 werd de kerk ingewijd. In oktober 1902 kreeg de kerk een drietal klokken uit de bekende klokkengieterij Petit & Gebr. Edelbrock te Gescher. Het hoogaltaar van de beeldhouwer Heinrich Seling (1843–1912) werd in 1912 geplaatst. In 1921 volgde ten slotte de inbouw van het orgel door de uit Osnabrück afkomstige orgelbouwer Rudolf Haupt. Het orgel werd in 1940 uitgebreid.

## De kerk in de oorlogsjaren en de herbouw
In het jaar 1942 werden de drie klokken van de kerk in beslag genomen ten behoeve van de oorlogsindustrie. In hetzelfde jaar begonnen de zware bombardementen op de stad. Bij de eerste aanval op 20 juni bleef de kerk in tegenstelling tot de omliggende bebouwing nog onbeschadigd. Bij een hevige luchtaanval op 20 augustus 1942 raakte de zuidelijke klokkentoren in brand, het kerkgebouw bleef echter nog bruikbaar voor de eredienst. Op 18 augustus en 7 oktober 1942 leed de Heilig Hartkerk opnieuw schade. Terwijl het kerkgebouw provisorisch werd hersteld weken de parochianen voor de vieringen nu uit naar andere gebouwen. Op 7 mei 1944 verwoestte een bom het dak van de kerk; het hoofdaltaar en andere delen van het interieur werden geborgen in de Sint-Alexanderkerk te Wallenhorst. Vanaf 1948 werd er weer gewerkt aan het herstel van de kerk. Bij de herbouw werden de hoge neogotische spitsen niet herplaatst en vervangen door de huidige piramidedaken. Op palmzondag 1949 werd voor het eerst weer een mis opgedragen door de bisschop van Osnabrück, Hermann Wilhelm Berning. De herbouw was tegen het einde van 1954 voltooid. In de jaren 1980-1983 werd de kerk in verband met schade aan de muren gerenoveerd.

## Verbouwing 1989-1990
In verband met een grote verbouwing en modernisering werd de Heilig Hartkerk in 1989 gesloten. Het interieur werd geheel vernieuwd. In het hoogkoor werd vanuit een andere kerk de laatgotische kruisigingsgroep opgesteld. De zes panelen met houtsnijwerk van het vroegere vleugelaltaar werden gerestaureerd en kregen een plaats in de zijschepen. De reliëfs tonen voorstellingen uit het leven, sterven en opstanding van Christus, alsmede Benedictus van Nursia, Suïtbertus, Elizabeth Ann Seton en Wiho I. De naoorlogse houten zoldering werd door een staalconstructie vervangen, die aan de oorspronkelijke neogotische gewelven doet herinneren. Het gebouw werd bovendien voorzien van een moderne verwarmingsinstallatie en een vloer van granietplaten. Het geheel vernieuwde altaar werd door de toenmalige bisschop van Osnabrück, Ludwig Averkam, op 16 december 1990 ingewijd.
In de zomer van 1991 werd een orgel van Wilhelm Sauer geplaatst, dat afkomstig is uit de proosdijkerk Sint-Johannes de Doper te Dortmund. Sindsdien worden er in het kerkgebouw ook regelmatig concerten gegeven.

## Afbeeldingen

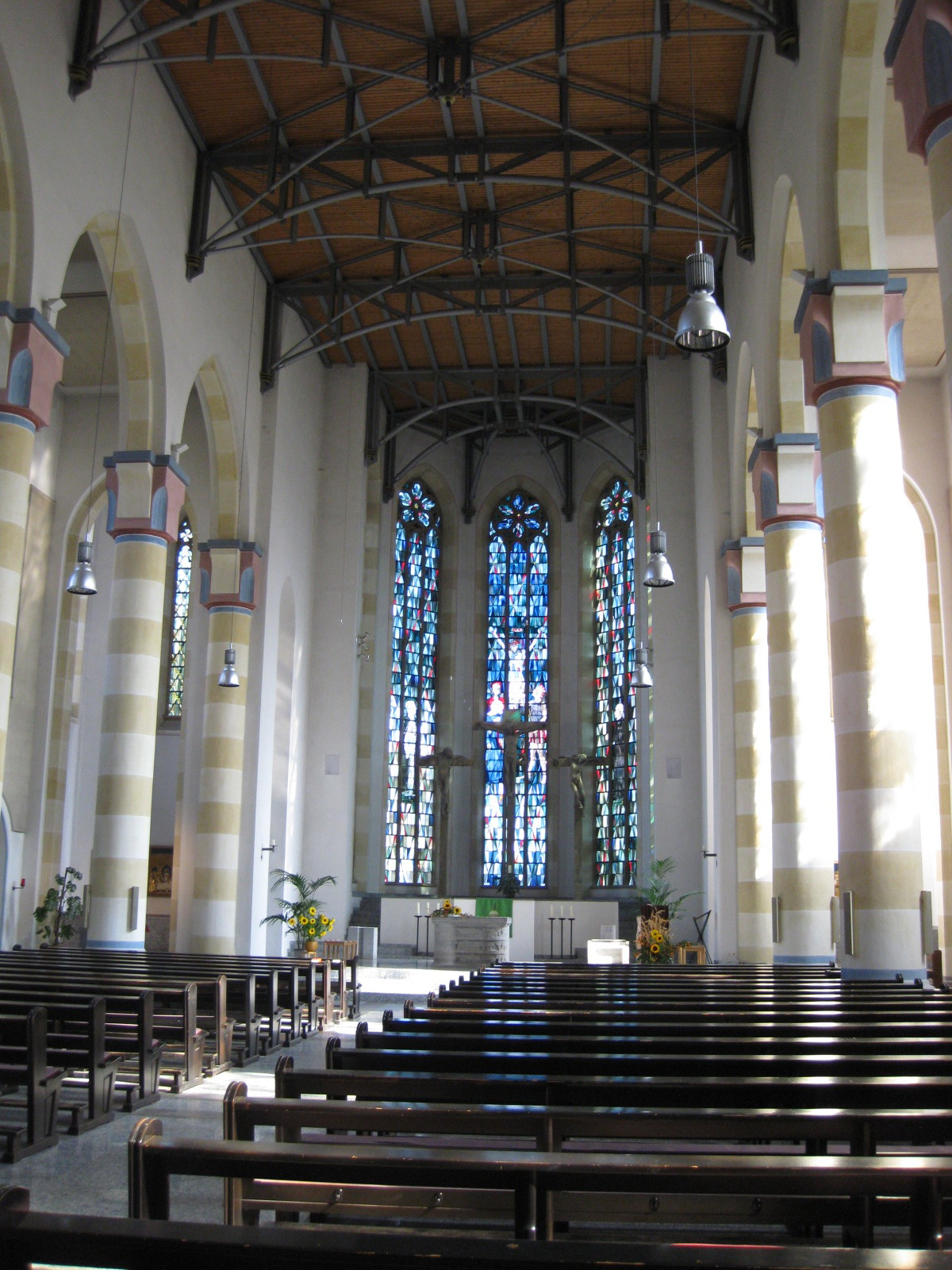
Koor
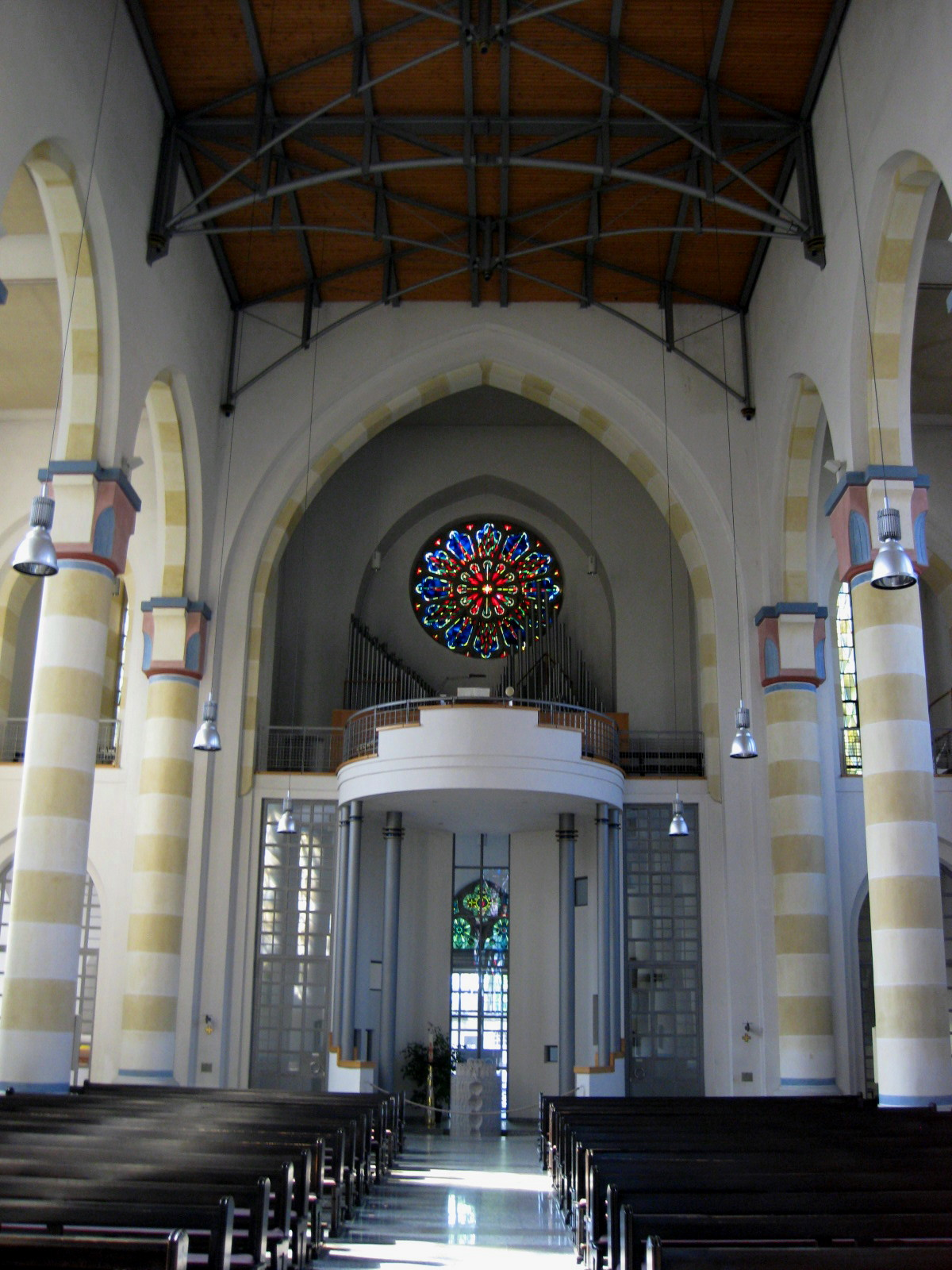
Ingang en orgel
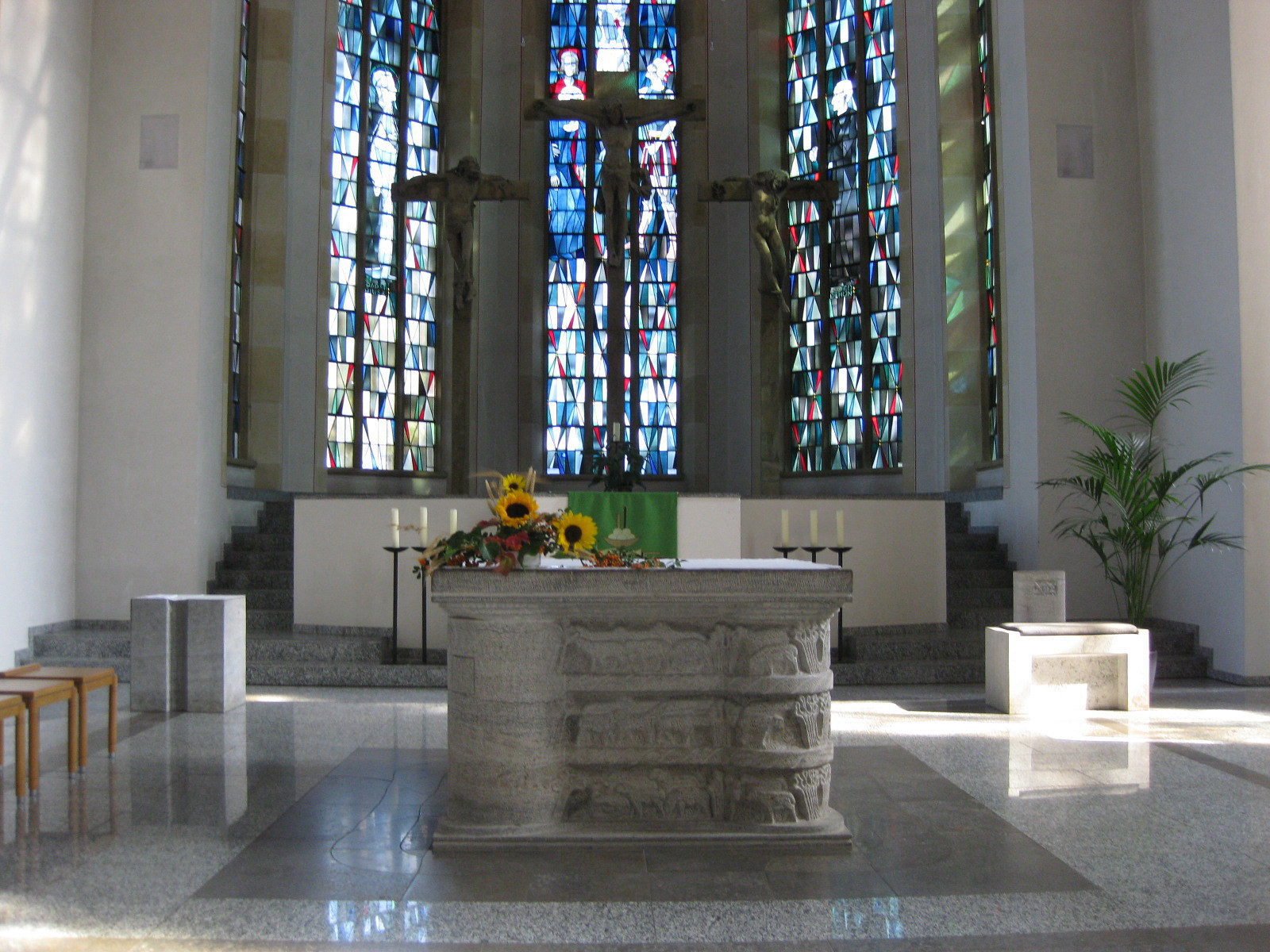
Altaar en kruisigingsgroep